# Melanosuchus
Melanosuchus é um gênero de répteis da família Alligatoridae, sendo um grupo-irmão do gênero Caiman. Possuindo como único representante vivo na atualidade o jacaré-açu.

## Características
Os jacarés do gênero Melanosuchus são caracterizados pelo grande porte físico, estando dentre os maiores membros da subfamília Caimaninae. Sendo enormemente adaptados a vida aquatica. São animais robustos que possuem mordidas excepcionalmente fortes, geralmente para predar quelônios e crustáceos. Possuem poucos predadores naturais, sendo geralmente caçados por grandes serpentes, crocodilianos maiores e grandes felinos.

## Filogenia
|1={{Clade
```
  |1={{Clade
     |1=
```

|  | \| \| Melanosuchus fisheri \| \| \| \| |
|  |                                        |
|  | Melanosuchus fisheri                   |
|  |                                        |

|  | Melanosuchus fisheri |
|  |                      |

|  | Melanosuchus niger       |
|  |                          |
|  | Melanosuchus latrubessei |
|  |                          |

|  | \| \| Melanosuchus fisheri \| \| \| \| |
|  |                                        |
|  | Melanosuchus fisheri                   |
|  |                                        |

|  | Melanosuchus fisheri |
|  |                      |

|  | Melanosuchus niger       |
|  |                          |
|  | Melanosuchus latrubessei |
|  |                          |

Se desconhece o ancestral do gênero, mas especula-se que o ancestral mais antigo seja a espécie fóssil Tsoabichi greenriverensis, ancestral compartilhado com os jacarés do gênero Caiman e Paleosuchus e outros gêneros extintos próximos.

## Espécies
O gênero possui três espécies reconhecidas, das quais somente uma é vivente. O gênero originou-se e desenvolveu-se na América do Sul, sendo atualmente predadores de ponta, evidenciando grande sucesso ecológico
- Melanosuchus fisheri (jacaré-açu-miocênico) - a maior das 3 espécies, bem como significativamente mais velha que as demais. É um grande predador que adaptou-se aos cenários oceânicos que inundaram o ecossistema amazônico, sendo um análogo pré-historico ao crocodilo marinho. Provavelmente se sobrepôs as outras duas espécies, suas relações ecológicas interespecíficas são desconhecidas.

- Melanosuchus latrubessei (jacaré-brasileiro) - sendo similar em porte ao jacaré-açu moderno, era predatório de maiores formas de vida. Foi simpátrico à grandes crocodilianos como o purussaurus o que impediu a ocupação desta espécie do pódio da cadeia alimentar.

- Melanosuchus niger (jacaré-açu) - sendo a única espécie existente do gênero, é o atual superpredador amazônico. Medindo cerca de 5 metros e pesando 400 kg é uma das maiores espécies de répteis do mundo moderno. O jacaré-açu alimenta-se de capivaras, peixes e jacarés menores, botos, piranhas e outros animais simpátricos[2][3]. Com raramente juvenis podem ser predados por onças pintadas[4][5].